# Vilis Lācis
Vilis Lācis, rodným jménem Jānis Vilhelms Lāce (12. květen 1904, Vecmīlgrāvis u Rigy – 6. únor 1966, Riga) byl lotyšský spisovatel a komunistický politik.

## Život
Narodil se v chudé rodině, po škole se živil jako dělník, zejména přístavní. Ve volném čase ovšem psal. Ve 30. letech se v Lotyšsku etabloval jako populární prozaik, proslavil ho zejména román Zvejnieka dēls (Syn rybáře), který vydal roku 1933, a který z Lācise udělal komerčně nejúspěšnějšího lotyšského prozaika své doby. Ve třicátých letech začal rovněž spolupracovat s tehdy zakázanou Komunistickou stranou Lotyšska. Lotyšská tajná služba jeho aktivity pilně sledovala, ale k postihu nedošlo, především proto, že lotyšský diktátor Kārlis Ulmanis byl velkým fanouškem Lācisova díla a nařídil, aby se perzekuce Lācisovi vyhnuly a velkoryse ho sponzoroval. Lācis na oplátku v tisku chválil Ulmanise, ačkoli nadále zůstával podporovatelem komunistů.
Po sovětské okupaci Lotyšska roku 1940 se Lācis stal ministrem vnitra a posléze na velmi dlouhou dobu předsedou lotyšské vlády (funkce nesla název předseda Rady ministrů Lotyšské sovětské republiky, zastával ji v letech 1940-1959), která ovšem nebyla rozhodující pozicí v zemi, tou byl předseda Ústředního výboru komunistické strany (ostatně tak jako v Československu v té době). Přesto nese část odpovědnosti za postihy zhruba 40 000 Lotyšů v 50. letech.
Ani ve funkci premiéra nepřestal psát, stal se nejvzorovějším představitelem tzv. socialistického realismu. Dokonce podle jeho zásad předělával i svá předválečná díla. Klíčovými díly této etapy jeho tvorby byl třídílný román Bouře (Vētra), Kováři budoucnosti (Nākotnes kalēji), K novému břehu (Uz jauno krastu) a Ztracená vlast (Pazudusī dzimtene). Podle jeho románů vzniklo osm filmů.
Získal sedmkrát Leninovu cenu a dvakrát Stalinovu cenu. Jeho knihy byly přeloženy do 50 jazyků a je tak nejpřekládanějším lotyšským autorem všech dob. V 50. letech byla jeho díla masivně překládána i do češtiny. Díky tomu je i v České republice dodnes nejpřekládanějším lotyšským autorem.